# Rio Alster
Alster (em sueco: Alsterån) é um rio da Suécia. Nasce no lago Alster, a 219 metros acima do nível do mar, no Planalto meridional da Suécia, atravessa a província da Småland e deságua no estreito de Kalmar, perto de Pataholm. Tem extensão de 125 quilômetros e suas águas são ricas em truta marisca.